# Iridosornis jelskii
Iridosornis jelskii là một loài chim trong họ Thraupidae.